# Frederic Amouretti
Fréderic Amouretti (Toló 1863- Marsella 1903) fou un intel·lectual regionalista occità. Estudià al Col·legi Stanislas de Canes, on es va ajuntar amb el Felibritge i fundà L'Escolo de Lérin. Fou amic de Charles Maurras, amb qui va escriure la Déclaration des félibres fédéralistes amb August Marin el 1892. També fou secretari de l'historiador Fustel de Coulanges i col·laborà a la Revue grise d'Action Française. Ideològicament, barreja termes com federalisme, confederació, regionalisme, descentralització i provincialisme, i proposa un federalisme i regionalisme de caràcter tradicionalista i catòlic que reclama una nova monarquia a França.